# Tecamachalco (Estado de México)
Tecamachalco (también conocido como Lomas de Tecamachalco) es una zona residencial mexicana de clase media-alta y alta en el Estado de México, principalmente de fraccionamientos y el pueblo, ubicada parte de ella en la parte alta de Naucalpan y otra en Huixquilucan; dentro de la zona norponiente de la Ciudad de México.

## Geografía
La colonia está ubicada a lo largo de las Avenidas de los Bosques y Avenida Rio Hondo. Tecamachalco se encuentra limítrofe con:
- en el suroeste, la Universidad Anáhuac e Interlomas
- en el noreste, las colonias Lomas Hipódromo y más allá Hipódromo de las Américas, que ya está en la Ciudad de México.
- en el sureste la colonia Bosques de las Lomas, Ciudad de México.
- en el noroeste, las colonias Lomas Anáhuac y La Herradura, también formando parte tanto de Naucalpan como de Huixquilucan.
- al norte con Bosque Real, Minas Coyote y La Mancha del municipio de Naucalpan
- al sur con Interlomas y Jesús del Monte
- al este con Lomas de Chapultepec y Santa Fe (Ciudad de México)
- al oeste con Magdalena Chichicaspa y San Francisco Chimalpa

## Demografía
Aproximadamente 3.300 familias viven en Tecamachalco. La mayoría es gente de edad avanzada.

### Comunidad judía
Residentes refieren al cruce de la Avenida de las Fuentes y la Fuente de la Templanza como la Pequeña Tel Aviv. Los viernes por la noche o el sábado durante el día se puede ver a sus residentes caminando hacia la sinagoga, a muchos hombres portando sombreros y a muchas mujeres llevando peluca. 
Tiendas judías incluyen el "Palacio Kosher", que toca música israelí y vende especias de Israel, como halva, pasta de chocolate israelí, bretzels de Nueva York, wiener shnitzel, falafel, y muchos otros productos casher. El "Shuky Center", de varios pisos, es un supermercado con secciones distintas para la carne y para la leche; y vende shawarma, sushi, comida kosher, pan lavash sirio, carne y pollo kosher, y jalot. Otras tiendas con estas mismas restricciones alimenticias son la Panadería Sinaí. Además, en los alrededores hay escuelas judías y sinagogas.El empresario mexicano-israelí Isaac Assa, titular del Grupo Assa y presidente de la Fundación ILAN, pasó su infancia y juventud en esta localidad.